# NGC 7531
NGC 7531是一个位于天鹤座的中间螺旋星系。该星系距离地球约7千万光年，而星系的物理尺寸大约为95000光年。约翰·赫歇尔于1836年9月2日发现了该星系。

## 特征
NGC 7531的内部区域有一个面亮度很高的环状结构。环内由很强的恒星形成活动，环内同时也有大量星团和H II区。根据H-α波段的辐射强度估算，恒星形成速率大约为每年0.41 ± 0.12 M☉。近红外波段的观测数据显示，该星系是一个有一个十分微弱的棒装结构，但是内环内恒星的运动主要沿圆轨道运行。
该星系有两个面亮度低，但是比较清晰的旋臂，旋臂中观测到了恒星形成活动剧烈的H II区。目前普遍认为，该星系内部有一个超大质量黑洞。根据旋臂相对于视线的角度，可以估计出黑洞的质量大约为3百万到4千8百万(107.07±0.61)M☉ 。该星系于视线的夹角为66°。
NGC 7531内爆发过一颗超新星SN 2012dj。该超新星是Ib/Ic型超新星，最高亮度为15.3等。

## 邻近星系
在星系的长曝光照相底片中，有一个位于星系核心西边2.6角分的巨大的低面亮度结构，该结构的直径超过NGC 7531视直径的一半。这个结构被确认为一个恒星云，可能是NGC 7531的卫星星系。
NGC 7531是NGC 7582星系群的成员。该星系群的其他成员包括NGC 7552，NGC 7582，NGC 7590和NGC 7599，这四个星系统称为“天鹤四重奏”。该星系群，连同以IC 1459为中心的星系群组成了天鹤座星系团。天鹤座星系团连同孔雀-印第安星系团共同组成了孔雀-印地安超星系团。